# Semotrachia illarana
Semotrachia illarana är en snäckart som beskrevs av Alan Solem 1993. Semotrachia illarana ingår i släktet Semotrachia och familjen Camaenidae. Inga underarter finns listade i Catalogue of Life.